# Cólon
O cólon ou colo é a maior porção do intestino grosso, sendo, por vezes, estes termos utilizados erroneamente como sinônimos.
O cólon é dividido em cólon ascendente, transverso, descendente e sigmoide. É responsável pelo armazenamento de fezes e pela absorção de água e eletrólitos do quilo.
Este órgão pode ser alvo de várias doenças como adenomas, adenocarcinomas, diverticulose e colite ulcerosa, entre outras.
Não sendo imprescindível à vida, pode ser completamente removido através de cirurgia, porém com diminuição da qualidade de vida, passando o paciente a conviver com uma ileostomia.